# إم ايه في تي في 500 موسم 2014
إم ايه في تي في 500 موسم 2014 (بالإنجليزية: 2014 MAVTV 500 IndyCar World Championships)‏ هو أحد سباقات سلسلة إندي كار 2014 أقيم بتاريخ 30 أغسطس 2014 في كاليفورنيا. كان الثامن عشر من أصل 18 في بطولة العالم لسباقات الفورمولا واحد موسم 2014. حلّ البرازيلي توني كنعان أولا بينما جاء النيوزلندي سكوت ديكسون في المركز الثاني وحصل على المركز الثالث الأمريكي إد كاربنتر.